# 85式野外無線機

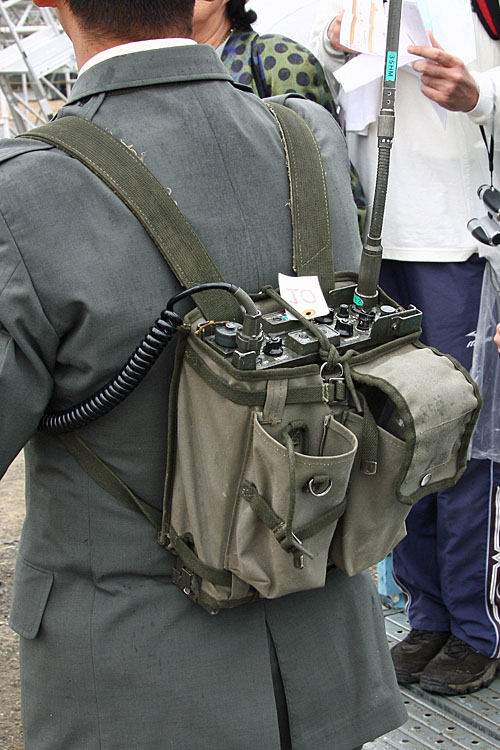
携帯無線機1号。

85式野外無線機（はちごうしきやがいむせんき）は、自衛隊の業務無線システムの1つである。主として陸上自衛隊において、部隊相互の連絡に使用する。
69式野外無線機の後継として1985年（昭和60年）度に制式化され、陸上自衛隊の主たる野外無線機として広く用いられた。その後、2001年（平成13年）度より新野外無線機への更新を開始した。

## 構成
- 車両無線機
- 携帯無線機1号
- 携帯無線機2号
- 機上無線機
- 中継無線機
- ホーミング受信機および付加装置

### 車両無線機
主に中隊長以上の指揮官等が使用し、音声の秘匿機能や、データ・画像の伝送機能がある。基本的には送受信機JRT-F16（送信出力50W、11チャネル）を中核として、妨害電波時での運用を想定した対妨害電波装置JAS-L10や空中機JAT-F12を備える。その他のモジュール構成に応じて下記のようなバリエーションがある。
JVRC-F10およびF100
基本構成。F100は空中機JAT-F13を備える。1系の送受信に対応。
JVRC-F11およびF110
受信機JR-F16を備えており、またF110は空中機JAT-F13を備える。1系の送受信及び1系の受信、あるいは2系の同時受信に対応。
JVRC-F12およびF120
受信機JR-F16を2基備えており、またF120は空中機JAT-F13を備える。1系の送受信及び2系の受信、あるいは3系の同時受信に対応。
JVRC-F20およびF200
送受信機JRT-F16を2基に増設しており、またF200は空中機JAT-F13を備える。2系の送受信、あるいは2系の同時送信又は同時受信に対応。
JVRC-F300
送受信機をJRT-F14、空中機をJAT-F13としている。1系の送受信に対応。

### 携帯無線機1号
69式携帯無線機1号の後継で、主に小隊長などが使用する。音声の秘匿機能や、データ・画像の伝送機能がある。送受信機JRT-F14を中核として、空中機JAT-F10,11を備える。その他のモジュール構成に応じて下記のようなバリエーションがある。
JPRC-F10
追加モジュールなし。1系の送受信に対応。
JPRC-F11
受信機JR-F14を追加。1系の送受信及び1系の受信、あるいは2系の同時受信に対応。
JPRC-F12
送受信機JRT-F15を追加。2系の送受信、あるいは2系の同時受信に対応。

### 携帯無線機2号
69式携帯無線機2号、3号の後継で、主に小銃班長などが使用する。送受信機JRT-F15を中核とする。その他のモジュール構成に応じて下記のようなバリエーションがある。
JPRC-F20
追加モジュールなし。1系の送受信に対応。
JPRC-F21
受信機JR-F15を追加。1系の送受信及び1系の受信、あるいは2系の同時受信に対応。

### 機上無線機
送受信機JRT-F17を中核とする。その他のモジュール構成に応じて下記のようなバリエーションがある。
JARC-F20
送受信機を1基備える。1系の送受信に対応。
JARC-F30
送受信機を2基備える。2系の送受信、あるいは2系の同時受信に対応。

### 中継無線機JVRC-R10
送受信機JRT-F16を中核とする。

## 諸元表
|             | 車両無線機                         | 機上無線機                         | 携帯無線機1号                      | 携帯無線機2号               | 中継無線機                  |
| ----------- | ---------------------------------- | ---------------------------------- | ---------------------------------- | --------------------------- | --------------------------- |
| 周波数範囲  | 28.000〜59.975 MHz                 | 28.000〜59.975 MHz                 | 28.000〜59.975 MHz                 | 28.000〜59.975 MHz          | 28.000〜59.975 MHz          |
| 周波数間隔  | 25 kHz                             | 25 kHz                             | 25 kHz                             | 25 kHz                      | 25 kHz                      |
| チャネル数  | 1280チャネル                       | 1280チャネル                       | 1280チャネル                       | 1280チャネル                | 1280チャネル                |
| 電波型式    | 16K0F1C, 16K0F1D, 16K0F1E, 16K0F3E | 16K0F1C, 16K0F1D, 16K0F1E, 16K0F3E | 16K0F1C, 16K0F1D, 16K0F1E, 16K0F3E | 16K0F1E                     | 16K0F1E, 16K0F3E            |
| 1次変調方式 | 適応型定差変調（ADM）              | 適応型定差変調（ADM）              | 適応型定差変調（ADM）              | 適応型定差変調（ADM）       | 適応型定差変調（ADM）       |
| 2次変調方式 | 4値周波数偏移変調（4値FSK）        | 4値周波数偏移変調（4値FSK）        | 4値周波数偏移変調（4値FSK）        | 4値周波数偏移変調（4値FSK） | 4値周波数偏移変調（4値FSK） |
| 電源        | －                                 | DC 27.5V                           | 乾電池（公称12V）                  | 乾電池（公称12V）           | DC 24V                      |

|                             | 送受信機JRT-F14                        | 送受信機JRT-F15                                 | 送受信機JRT-F16                        | 送受信機JRT-F17                        |
| --------------------------- | -------------------------------------- | ----------------------------------------------- | -------------------------------------- | -------------------------------------- |
| 通信方式                    | 単信                                   | 単信                                            | 単信                                   | 単信                                   |
| 占有周波数帯幅              | 16 kHz                                 | 16 kHz                                          | 16 kHz                                 | 16 kHz                                 |
| 送信出力                    | 0.1～1 W                               | 0.25 W                                          | 10～50 W                               | 1～10 W                                |
| 周波数プリセット チャネル数 | 4チャネル （うち1チャネルは手動設定）  | 2チャネル （送受変更ユニットの 交換により設定） | 11チャネル （うち1チャネルは手動設定） | 11チャネル （うち1チャネルは手動設定） |
| 受話出力レベル              | ＋20dBm/300Ω ※たい頭送受器は+ 20dBm/30 | ＋17dBm/30Ω                                     | ＋20dBm/300Ω                           | ＋17dBm/150Ω                           |
| データ出力レベル            | 0 / 5 V                                | －                                              | 0 / 5 V                                | 0 / 5 V                                |
| 消費電力                    | 最大 1.5A (DC 8.8V)                    | 最大 0.3A (DC 8.8V)                             | 最大 8.0A (DC 24V)                     | 最大 5.0A (DC 27.5V)                   |
| 最大質量                    | 5 kg                                   | n/a                                             | 20 kg                                  | 6 kg                                   |

|                            | 受信機JR-F14        | 受信機JR-F15                                   | 受信機JR-F16                           |
| -------------------------- | ------------------- | ---------------------------------------------- | -------------------------------------- |
| 周波数プリセットチャネル数 | 4チャネル           | 2チャネル （受信変更ユニットの交換により設定） | 11チャネル （うち1チャネルは手動設定） |
| 受話出力レベル             | ＋17dBm/300Ω        | ＋17dBm/30Ω                                    | ＋20dBm/300Ω                           |
| データ出力レベル           | －                  | 0 / 5 V                                        | 0 / 5 V                                |
| 消費電流                   | 最大 0.5A (DC 8.8V) | 最大 0.15A (DC 8.8V)                           | 最大 2.0A (DC 24V)                     |
| 最大質量                   | n/a                 | 1.2 kg                                         | 7 kg                                   |